# Augochlora dolichocephala
Augochlora dolichocephala là một loài Hymenoptera trong họ Halictidae. Loài này được Moure mô tả khoa học năm 1941.